# Sergio Ferrer
Sergio José Ferrer, Chato (1934-1996), fue un cantante y compositor de música folklórica de Argentina, con registro de barítono. Fue uno de los integrantes originales del grupo Los Trovadores.

## Trayectoria
Sergio Ferrer está considerado como uno de los miembros originales del grupo Los Trovadores del Norte. En realidad Los Trovadores del Norte aparecieron en Rosario a fines de 1956 como conjunto nativo orquestal-coral integrado por numerosos miembros, a iniciativa de Bernardo Rubin y su hermano. En 1959 el grupo adoptó la forma de un quinteto vocal integrado por Bernardo Rubin, Francisco Romero, Carlos José Pino, Enrique Garea y Yolanda Pedernera, que participa en el 7º Encuentro Mundial de Juventudes por la Paz, realizado en Viena.
Al regresar y ya en 1960, Garea y Pedernera se retiraron del grupo e ingresaron Sergio José Ferrer y Eduardo Gómez. Con esta formación Los Trovadores del Norte grabaron tres álbumes y obtuvieron en 1963 el Premio Revelación en el Festival de Cosquín con el rasguido doble "Puente Pexoa", su primer éxito.
En 1964 el grupo se separó, quedando Rubin con la propiedad del nombre Los Trovadores del Norte, mientras que el resto de los miembros continuaron bajo el nombre de Los Trovadores. Ferrer se mantuvo en el grupo hasta 1967.
Ferrer regresó con posterioridad a Los Trovadores del Norte, para ser nuevamente reemplazado en 1996 por Fernando Rubin, cuando Ferrer se reunió con otros antiguos trovadores para formar Los Originales Trovadores. 
En 1996, junto con otros tres de los cinco integrantes de 1964 (Eduardo Gómez, Carlos Pino, Héctor Anzorena), a los que se sumó Eduardo Impellizieri en reemplazo de Romero, reconstituyeron la formación inicial con el nombre de Los Originales Trovadores. Infortunadamente ese mismo año falleció.

## Obra

### Álbumes

#### Con Los Trovadores
1. Los Trovadores del Norte, como Los Trovadores del Norte, Stentor, 1961
2. Puente Pexoa, como Los Trovadores del Norte, CBS, 1964
3. Los Trovadores del Norte, como Los Trovadores del Norte, CBS, 1965
4. Los Auténticos Trovadores, como Los Auténticos Trovadores, CBS, 1966
5. Incomparables!!!, como Los Trovadores, CBS, 1967
6. Los oficios del Pedro Changa con Armando Tejada Gómez, CBS, 1967.